# Szadurczyce
Szadurczyce (niem. Schaderwitz, 1936–1945 Schadeberg) – wieś w Polsce położona w województwie opolskim, w powiecie nyskim, w gminie Łambinowice.
W latach 1975–1998 miejscowość administracyjnie należała do ówczesnego województwa opolskiego.

## Historia
Od 1816 roku wieś należała do powiatu niemodlińskiego i posiadała pieczęć gminną, na której wizerunku przedstawiono stojącego na murawie lwa zwróconego w prawo, w przedniej łapie trzyma kosę.